# Blandford-Blenheim
Blandford-Blenheim to gmina (ang. township) w Kanadzie, w prowincji Ontario, w hrabstwie Oxford.
Powierzchnia Blandford-Blenheim to 395,13 km².
Według danych spisu powszechnego z roku 2001 Blandford-Blenheim liczy 7630 mieszkańców (19,31 os./km²).